# Crocidura hikmiya
Crocidura hikmiya é uma espécie de musaranho da família Soricidae. Endêmica do Sri Lanka.